# 주안노인문화센터

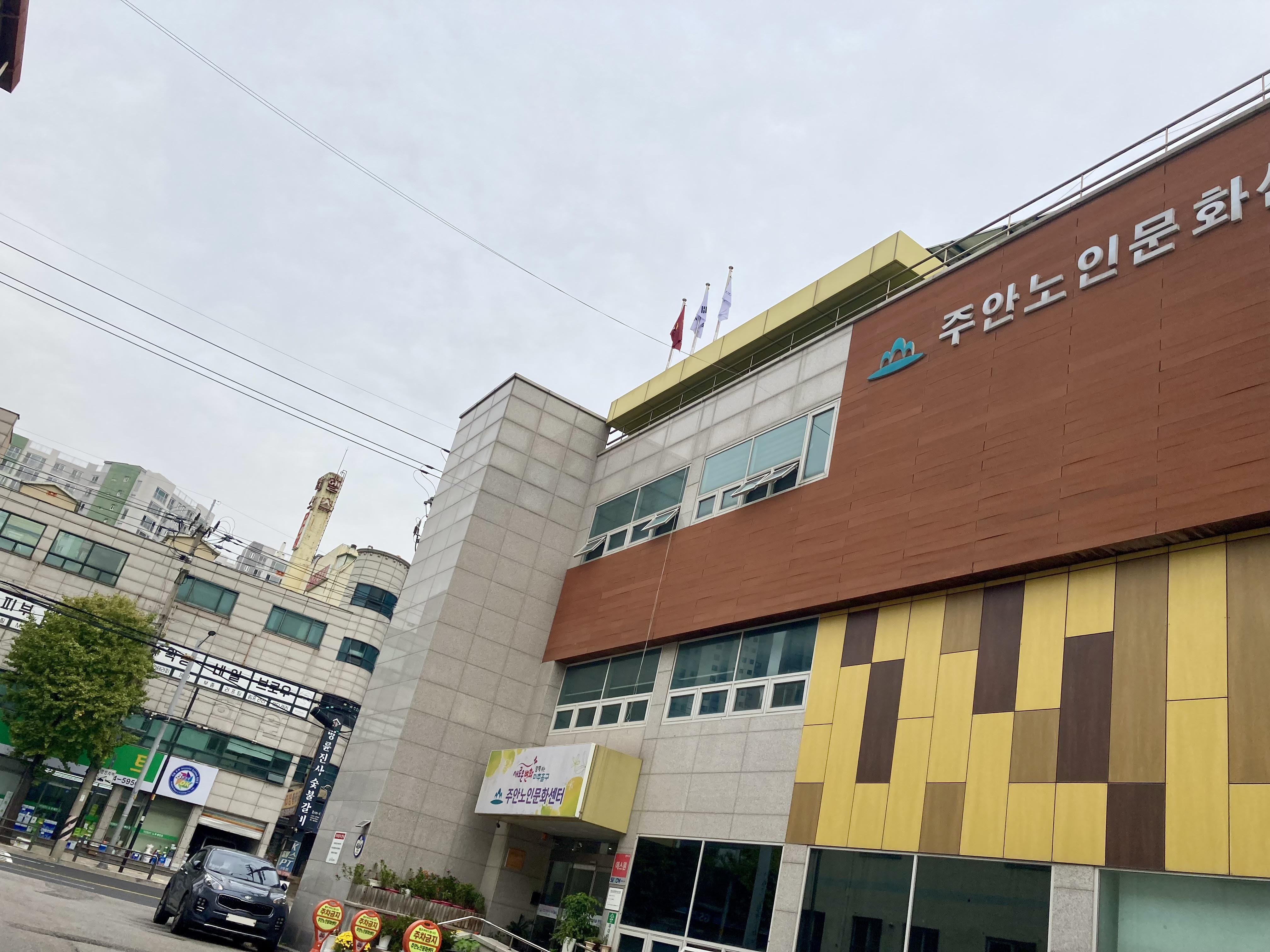
주안노인문화센터, 석정로 464

주안노인문화센터는 인천광역시 미추홀구 석정로 464에 소재한 미추홀구청이 설립, (사)대한노인회 인천광역시 미추홀지회가 운영하는 문화센터이다.

## 소개
주안5동에 2010년 주안노인문화센터 개관 이후 인천광역시 미추홀구 주안동의 노인문화 프로그램이 주관 운영되고 있다. 미추홀구 주안5동의 지역사회 복지, 평생교육, 프로그램 등을 운영한다. 행사로는 소금꽃축제, 인근 시설은 소금꽃어린이도서관 등이 있다.

## 시설
지하 1층, 지상3층의 건물이며, 지하1층 다용도실 등이 있으며,
1층 소금방, 건강증진주인120센터, 체력단련실, 경로식당
2층 컴퓨터실, 평생교육실, 휴게실
3층 어학교실, 다용도실 등

## 연혁
- 2010년 04월 26일 주안노인문화센터개관
- 2011년 소금꽃 봉사
- 2016년 04월 개관6주년 소금꽃축제
- 2020년 코로나19 극복 캠페인(마스크 및 화분 나눔진행)
- 2021년 7월 소금꽃 봉사단활동
- 2021년 소방점검 실시

## 같이 보기
- 소금꽃어린이도서관